# Viking Terra
La Viking Terra è una struttura geologica della superficie di Plutone.